# Rugosomyces obscuratus
Rugosomyces obscuratus är en svampart som tillhör divisionen basidiesvampar, och som först beskrevs av Petter Adolf Karsten, och fick sitt nu gällande namn av Kalamess. Rugosomyces obscuratus ingår i släktet Rugosomyces, och familjen Lyophyllaceae. Arten har ej påträffats i Sverige.